# Валтер Мідделберґ
Валтер Мідделберґ (нід. Walter Middelberg, 30 січня 1875 — 15 вересня 1944) — нідерландський академічний веслувальник.
Бронзовий призер Олімпійських Ігор 1900 року в складі вісімки.